# Die a Happy Man
«Die a Happy Man» — песня американского кантри-певца Томаса Ретта, вышедшая 28 сентября 2015 года в качестве второго сингла с его второго студийного альбома Tangled Up (2015). Авторами песни выступили Томас Ретт, Sean Douglas, Joe Spargur.
Песня на 9 недель стала № 1 в кантри-чарте США, получила премию Billboard Music Awards и 2-кр. платиновый статус RIAA.

## История
«Die a Happy Man» дебютировал на позиции № 17 в американском хит-параде кантри-музыки Billboard Hot Country Songs в неделю с 28 сентября 2015, и на № 92 Billboard Hot 100' с тиражом 40,000 копий в дебютную неделю. Во вторую неделю она достигла № 30 в Country Airplay с тиражом 33,000 копий. Песня достигла № 1 в Country Digital Songs в третью неделю релиза с тиражом 39,000 копий. Она достигла № 1 в Hot Country Songs в свою 6-неделю релиза и затем также № 1 в Country Airplay в декабре, оставаясь на первом месте одновременно во всех этих трёх хит-парадах несколько недель. В чарте Hot 100 она достигла № 21 2 января 2016. 5 недель № 1 в 2015 и ещё 4 недели в январе 2016 дало показатель в 9 недель абсолютного лидерства в Hot Country Songs (а также 4 недели № 1 в Country Airplay и 10 недель № 1 в Country Digital Songs).
К январю 2016 года тираж «Die a Happy Man» составил 823,000 цифровых загрузок, а к февралю превысило миллион загрузок. К маю 2016 песню «Die a Happy Man» загрузили 1,499,000 раз.
Песня получила положительные отзывы музыкальных критиков, например от издания Taste of Country.

## Музыкальное видео
Музыкальное видео было снято с участием жены певца Lauren Gregory. Режиссёром выступил TK McKamy, а премьера состоялась в июне 2015 года.

## Награды и номинации
| Год  | Награда                           | Категория                 | Результат | Ссылка |
| ---- | --------------------------------- | ------------------------- | --------- | ------ |
| 2016 | Academy of Country Music Awards   | Single Record of the Year | Победа    | [ 17 ] |
| 2016 | Billboard Music Awards            | Top Country Song          | Победа    | [ 18 ] |
| 2016 | American Country Countdown Awards | Song of the Year          | Победа    | [ 19 ] |
| 2016 | American Country Countdown Awards | Digital Song of the Year  | Номинация | [ 19 ] |
| 2016 | Country Music Association Awards  | Single of the Year        | Победа    | [ 20 ] |
| 2017 | Grammy Awards                     | Best Country Song         | Номинация | [ 21 ] |

## Чарты
| Чарт (2015—16)                      | Высшая позиция |
| ----------------------------------- | -------------- |
| Канада (Billboard Canadian Hot 100) | 35             |
| Канада (Billboard Country)          | 1              |
| США (Billboard Hot 100)             | 21             |
| США (Billboard Adult Pop Airplay)   | 25             |
| США (Billboard Country Airplay)     | 1              |
| США (Billboard Hot Country Songs)   | 1              |

| Чарт (2015)                      | Позиция |
| -------------------------------- | ------- |
| US Country Airplay (Billboard)   | 89      |
| US Hot Country Songs (Billboard) | 59      |

| Чарт (2016)                      | Позиция |
| -------------------------------- | ------- |
| US Billboard Hot 100             | 64      |
| US Country Airplay (Billboard)   | 5       |
| US Hot Country Songs (Billboard) | 2       |

| Чарт (2010—2019)                 | Позиция |
| -------------------------------- | ------- |
| US Hot Country Songs (Billboard) | 15      |

| Чарт (All-time)                  | Позиция |
| -------------------------------- | ------- |
| US Hot Country Songs (Billboard) | 78      |

## Сертификации
| Регион                                                       | Сертификация  | Продажи   |
| ------------------------------------------------------------ | ------------- | --------- |
| Канада (Music Canada)                                        | Платиновый    | 80 000*   |
| США (RIAA)                                                   | 8× Платиновый | 1,914,000 |
| * Данные о продажах приведены только на основе сертификации. |               |           |